# بخش‌های دپارتمان سن-ا-مرن
بخش‌های دپارتمان سن-ا-مرن (انگلیسی: Arrondissements of the Seine-et-Marne department) شامل ۵ بخش به شرح زیر است:
1. بخش فونتنبلو با ۸۶ کمون (فرانسه) و جمعیت ۱۴۷ هزار نفر در سال ۲۰۱۳ می‌باشد.
2. بخش مو با ۱۴۳ کمون (فرانسه) و جمعیت ۲۸۳ هزار نفر در سال ۲۰۱۳ می‌باشد.
3. بخش مولون با ۵۹ کمون (فرانسه) و جمعیت ۳۵۲ هزار نفر در سال ۲۰۱۳ می‌باشد.
4. بخش پروون با ۱۷۹ کمون (فرانسه) و جمعیت ۱۶۳ هزار نفر در سال ۲۰۱۳ می‌باشد.
5. بخش تورسی با ۴۳ کمون (فرانسه) و جمعیت ۴۱۸ هزار نفر در سال ۲۰۱۳ می‌باشد.